# Libya al-Ahrar
Libya al-Ahrar est une chaîne de télévision privée libyenne émettant depuis Doha, au Qatar.

## Présentation
Lancée le 30 mars 2011 dans un contexte de violentes tensions dans de nombreux pays arabes (« Printemps arabe »), cette chaîne était à l'origine un média d'opposition au régime du colonel Kadhafi et se présentait à sa création comme « La voix de la Libye libre » et une alternative aux médias officiels de la Jamahiriya arabe libyenne, notamment à la télévision d'état Aljamahiriya TV. Elle est diffusée par satellite en Afrique du Nord, au Proche et Moyen-Orient et en Europe, ainsi qu'en streaming sur internet dans le reste du monde.

## Histoire de la chaîne
Libya al-Ahrar TV (parfois abrégé en Libya TV — à ne pas confondre avec Al-Libiya TV, chaîne appartenant au fils du guide libyen, Saïf al-Islam Kadhafi) est créée dans le contexte de la révolte contre Kadhafi. Elle est à l'origine une chaîne d'opposition au régime du colonel Kadhafi, se voulant proche des rebelles et du Conseil national de transition, tout en gardant sa propre liberté éditoriale. Son lancement est dû à un homme d'affaires libyen, Mahmoud Shammam, longtemps à la tête de l'édition en langue arabe du magazine américain Newsweek et vivant en exil depuis 1976.
Au mois de mars 2011, la direction de la chaîne est confiée à Mohamed al-Akari, à la tête d'une équipe constituée de 19 membres.
Le siège de la chaîne est situé à Doha, capitale du Qatar ; Libya TV dispose en outre de studios à Benghazi — « capitale » de facto des rebelles libyens — et à Londres. Elle disposerait de plusieurs correspondants répartis sur l'ensemble du territoire libyen.
Les programmes de Libya al-Ahrar sont axés essentiellement sur l'information (journaux télévisés, débats, chroniques thématiques). La grille des programmes est constituée de quatre heures d'émissions « du jour » (en direct ou en différé), qui sont ensuite multidiffusés.